# Gare de Boom
La gare de Boom est une gare ferroviaire belge de la ligne 52, de Termonde à Anvers-Sud. Elle est située dans la ville de Boom, dans la commune éponyme située en Région flamande dans la province d'Anvers.
Mise en service en 1875 par les Chemins de fer de l'État belge, c’est une gare ferroviaire de la Société nationale des chemins de fer belges (SNCB), desservie par des trains Suburbains (S32).

## Histoire

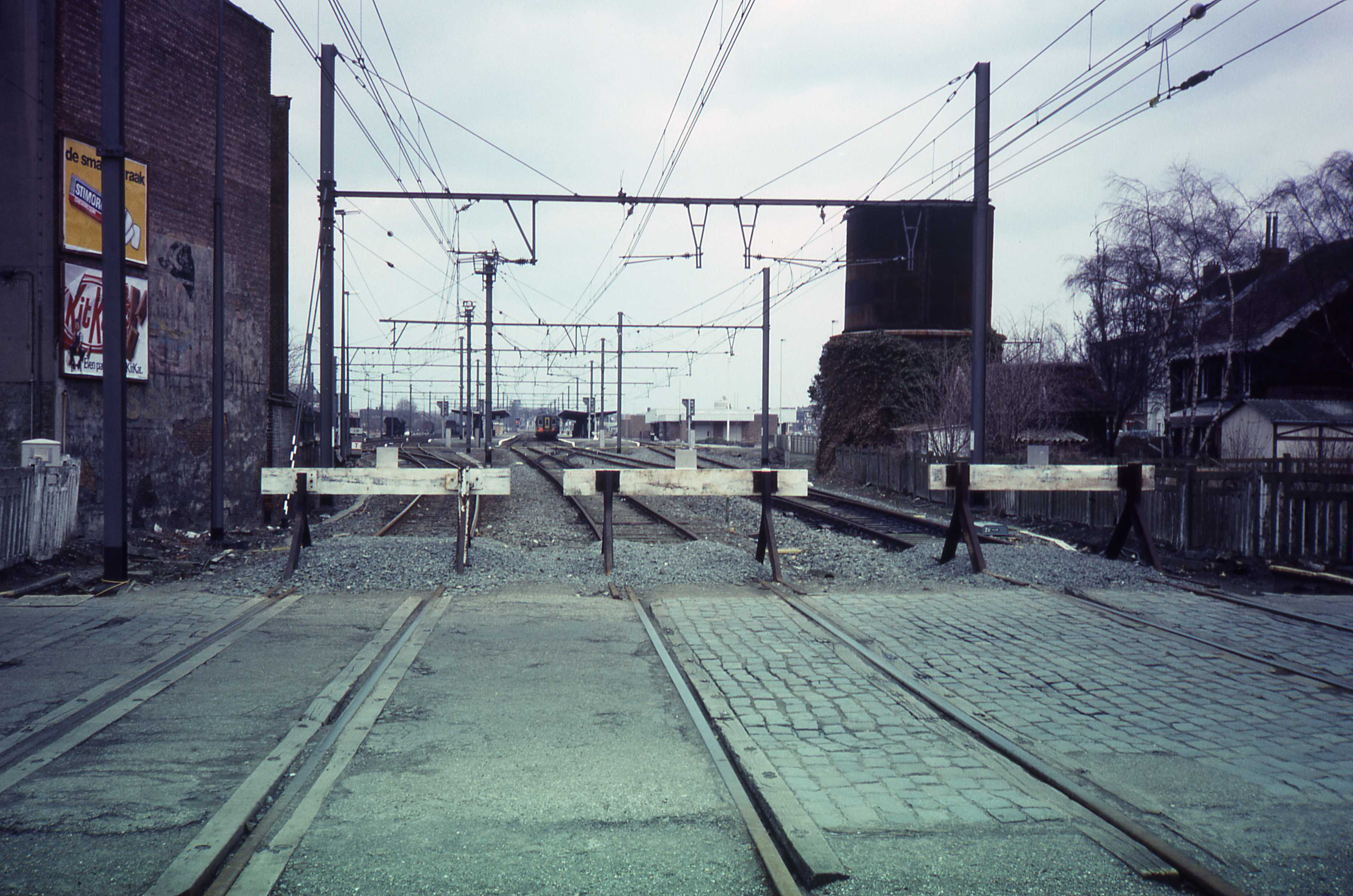
Heurtoirs provisoires coupant la ligne au-delà de Boom. (1985)

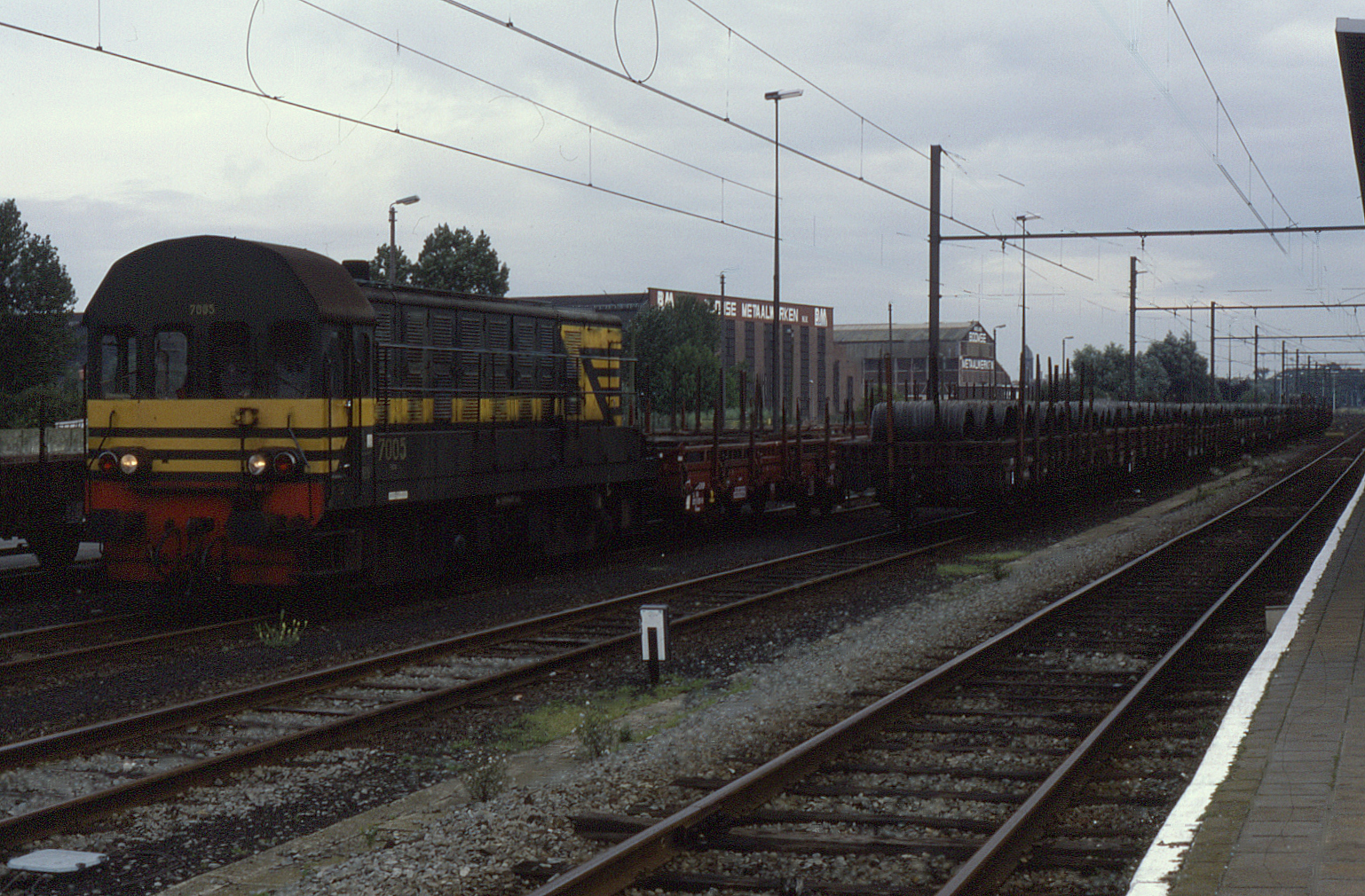
Desserte marchandises en 1987.

### Origines
La ville de Boom, point de passage sur la rivière Rupel près de sa confluence avec l'Escaut fut choisie pour devenir un nœud ferroviaire où se rencontraient les lignes venant d'Anvers (rive droite), de Kontich et Lier, de Termonde, de Willebroek et d'Alost. La ligne du Chemin de fer de Malines à Terneuzen (via Saint-Nicolas) passait également à proximité. 
Le 28 décembre 1875, l’Administration des chemins de fer de l’État belge met en service la « Station de Boom », terminus provisoire de la section de Kontich (Casernes) à Boom de l’actuelle ligne 61, dont la section d'Alost à Willebroek fut inaugurée le 12 octobre 1879.

### Nœud ferroviaire de Boom
La construction du pont sur la Rupel prit de nombreuses années et c'est seulement le 8 août 1881 que ce pont, ainsi que les sections de Boom à Puurs (actuelle ligne 52) et de Boom à Londerzeel (ligne 61) furent mises en service,.. Jusqu'à la construction du tunnel Kennedy sous l'Escaut en 1970, le pont de Boom sur le Rupel et le pont de Tamise sur l'Escaut, construit en 1870 sur la ligne Malines-Terneuzen, étaient la seule liaison ferroviaire vers la rive gauche d'Anvers et le pays de Waas.
Entre-temps, le 20 juillet 1879, l’État belge avait créé une ligne vers Hoboken, se prolongeant alors vers Wilrijk et Mortsel, permettant à des trains venant d'Anvers d'atteindre Boom et, le 22 juillet 1880, la ligne fut prolongée entre Termonde et Puurs. C'est le 1er mai 1894, avec la mise en service de la section d'Hoboken à Anvers-Sud, que la ligne 52 atteignit sa longueur maximale.

### Bâtiment de la gare
Le bâtiment des recettes construit par l’État belge, appartenait à la famille des gares de plan type 1873. Très largement dimensionné par rapport à la plupart des bâtiments type 1873, il était doté d'un grand corps de logis de 4 travées, comme celui de la gare de Kontich-Dorp, et d'une aile de 8 travées positionnée à gauche. Ce bâtiment a depuis été démoli au profit de la gare actuelle[Quand ?].

### XXesiècle
Durant la Première Guerre mondiale, la gare de Boom et le pont sur le Rupel jouèrent un rôle clé dans le repli vers la Flandre-Occidentale d'une partie des défenseurs de la place-forte d'Anvers et du matériel ferroviaire.
La ligne 61, qui devait constituer le maillon d'une liaison d'Anvers à Douai, n'arriva jamais à générer un trafic substantiel. Elle perdit ses trains de voyageurs et les sections autour de Boom furent démontées de 1952 à 1956, à l'exception du court tronçon entre Boom et Willebroek, désigné ligne 52/2.
Sur la ligne 52, le trafic déclina également. En 1980, seule fut conservée la desserte Anvers-Boom tandis qu'en 1984, toutes les gares intermédiaires entre Anvers-Sud et Boom furent fermées, et remplacées par une desserte en bus. Toutefois, en 1980, la ligne avait été électrifiée entre Anvers-Sud et Boom.
À partir de 1980, les deux ponts mobiles sur le Rupel et le canal maritime de Bruxelles à l'Escaut ne voient plus passer le moindre train. Le démontage de ces ponts, obstacle à la navigation, est même envisagé.[réf. nécessaire]
En mai 1988, la SNCB rouvre les gares intermédiaires entre Boom et Anvers-Sud et, en 1998, la ligne vers Puurs est remise en service et électrifiée, tout comme l'embranchement vers Willebroek et les deux ponts mobiles, ainsi que la gare de Ruisbroek-Sauvegarde en 2000. Le trafic consiste à la fois en des trains de voyageurs et de marchandises.

### Années 2000
Cependant, l'embranchement vers Willebroek ne voit pratiquement passer aucun train. Il est désélectrifié et (partiellement) démantelé dans les années 2010.
À partir du premier trimestre de l’année 2018, la desserte de la gare de Boom, qui n'était que d'un train L par heure renforcé par quelques trains P, passe à deux trains L par heure et à partir du second trimestre de 2018, les trains L sont rebaptisés (S32).
Le pont sur le canal de Bruxelles à l'Escaut est renouvelé à partir de 2019. 

## Service des voyageurs
Depuis la fermeture des guichets en 2016, c'est un point d'arrêt non géré (PANG) à accès libre. Un distributeur automatique assure la vente des billets.

### Desserte
La gare de Boom est desservie par des trains Suburbains (S32) circulant sur la ligne commerciale 52 (voir brochure SNCB).
En semaine, la desserte est de deux trains S32 par heure : les premiers reliant Puurs à Essen, via Anvers-Central ; les seconds étant prolongés entre Essen et Roosendael aux Pays-Bas.
Les week-ends et jours fériés, Boom est uniquement desservie une fois par heure par des trains S32 de Puurs à Roosendael.

### Intermodalité
Une gare routière desservie par des bus De Lijn fait face au bâtiment de la gare.
Un parking pour les autos et un parc pour les vélos se trouvent en gare de Boom.

## Comptage voyageurs
Ce graphique et tableau montre le nombre de voyageurs embarquant en moyenne durant la semaine, le samedi et le dimanche.
| Nombre de passagers qui embarquent à la gare de Boom | Nombre de passagers qui embarquent à la gare de Boom | Nombre de passagers qui embarquent à la gare de Boom | Nombre de passagers qui embarquent à la gare de Boom |
|                                                      | Semaine                                              | Samedi                                               | Dimanche                                             |
| ---------------------------------------------------- | ---------------------------------------------------- | ---------------------------------------------------- | ---------------------------------------------------- |
| 1977                                                 | 288                                                  | 58                                                   | -                                                    |
| 1978                                                 | 307                                                  | 38                                                   | -                                                    |
| 1979                                                 | 328                                                  | 42                                                   | -                                                    |
| 1980                                                 | 522                                                  | 54                                                   | 31                                                   |
| 1981                                                 | 475                                                  | 87                                                   | 63                                                   |
| 1982                                                 | 498                                                  | 32                                                   | -                                                    |
| 1983                                                 | 518                                                  | 34                                                   | -                                                    |
| 1984                                                 | 418                                                  | -                                                    | -                                                    |
| 1985                                                 | 389                                                  | -                                                    | -                                                    |
| 1986                                                 | 502                                                  | -                                                    | -                                                    |
| 1987                                                 | 342                                                  | -                                                    | -                                                    |
| 1988                                                 | 288                                                  | -                                                    | -                                                    |
| 1989                                                 | 315                                                  | -                                                    | -                                                    |
| 1990                                                 | 246                                                  | -                                                    | -                                                    |
| 1991                                                 | 314                                                  | -                                                    | -                                                    |
| 1992                                                 | 382                                                  | -                                                    | -                                                    |
| 1993                                                 | 239                                                  | -                                                    | -                                                    |
| 1994                                                 | 262                                                  | -                                                    | -                                                    |
| 1995                                                 | 238                                                  | -                                                    | -                                                    |
| 1996                                                 | 288                                                  | -                                                    | -                                                    |
| 1997                                                 | 379                                                  | -                                                    | -                                                    |
| 1998                                                 | 206                                                  | -                                                    | -                                                    |
| 1999                                                 | 305                                                  | -                                                    | -                                                    |
| 2000                                                 | 200                                                  | -                                                    | -                                                    |
| 2001                                                 | 203                                                  | -                                                    | -                                                    |
| 2002                                                 | 225                                                  | -                                                    | -                                                    |
| 2003                                                 | 285                                                  | -                                                    | -                                                    |
| 2004                                                 | 260                                                  | -                                                    | -                                                    |
| 2005                                                 | 235                                                  | -                                                    | -                                                    |
| 2006                                                 | 225                                                  | -                                                    | -                                                    |
| 2007                                                 | 214                                                  | -                                                    | -                                                    |
| 2008                                                 | -                                                    | -                                                    | -                                                    |
| 2009                                                 | 169                                                  | -                                                    | -                                                    |
| 2010                                                 | -                                                    | -                                                    | -                                                    |
| 2011                                                 | -                                                    | -                                                    | -                                                    |
| 2012                                                 | 261                                                  | -                                                    | -                                                    |
| 2013                                                 | 280                                                  | -                                                    | -                                                    |
| 2014                                                 | 290                                                  | -                                                    | -                                                    |
| 2015                                                 | 204                                                  | -                                                    | -                                                    |
| 2016                                                 | 217                                                  | -                                                    | -                                                    |
| 2017                                                 | 228                                                  | -                                                    | -                                                    |
| 2018                                                 | 307                                                  | 107                                                  | 76                                                   |
| 2019                                                 | 428                                                  | 34                                                   | 36                                                   |
| 2020                                                 | 291                                                  | 114                                                  | 84                                                   |
| 2021                                                 | -                                                    | -                                                    | -                                                    |
| 2022                                                 | 383                                                  | 127                                                  | 127                                                  |
| 2023                                                 | 569                                                  | 175                                                  | 157                                                  |
| 2024                                                 | 581                                                  | 199                                                  | 191                                                  |

## Galerie de photographies

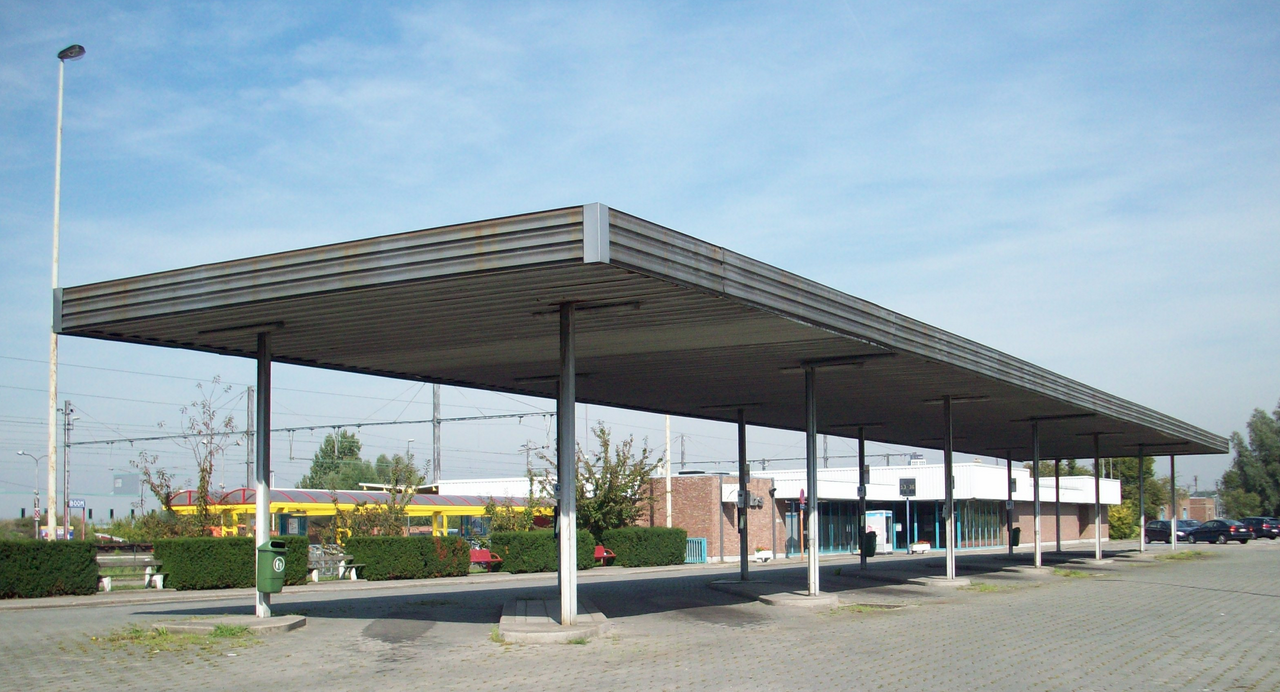
Gare routière et bâtiment de la gare.
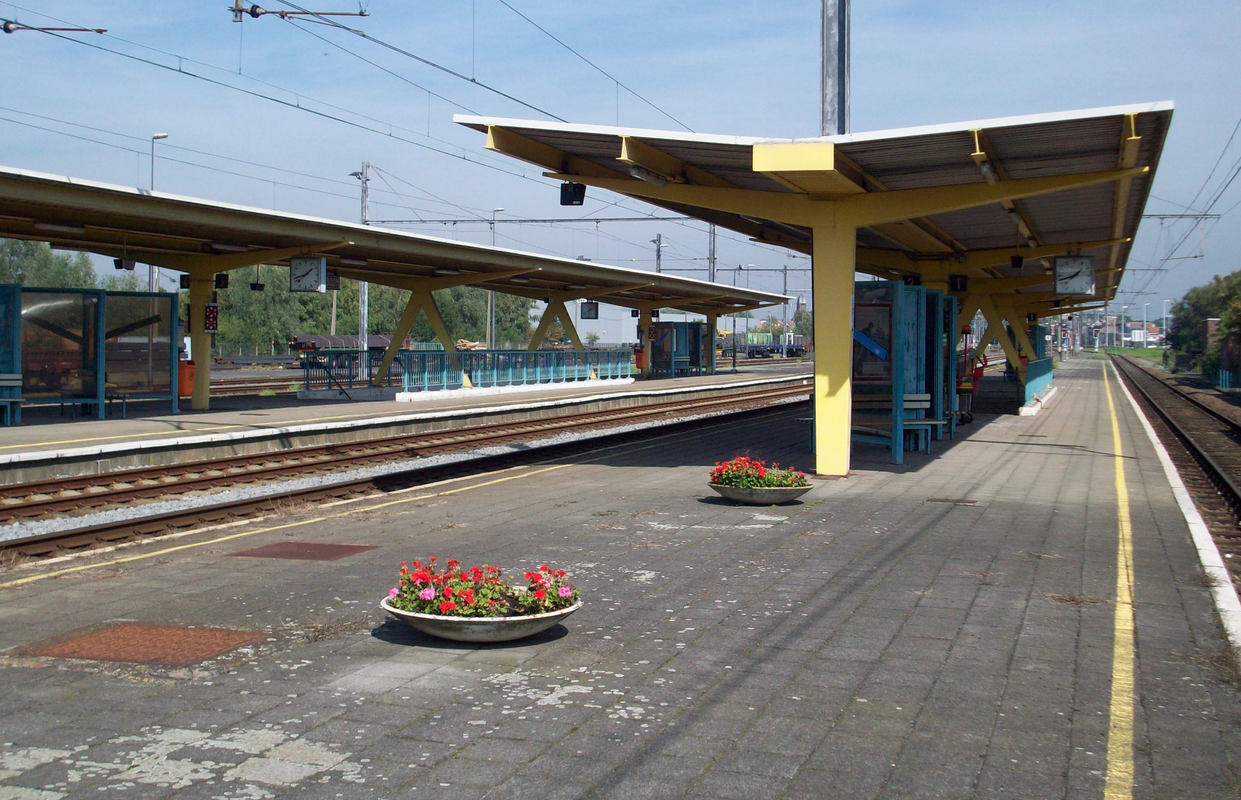
Quais.
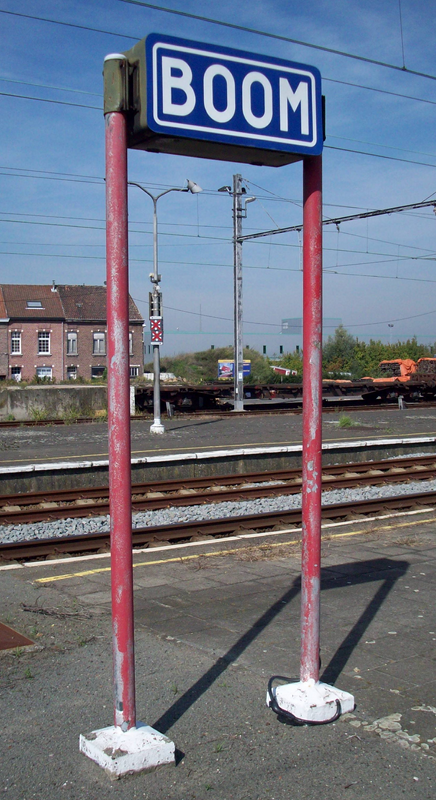
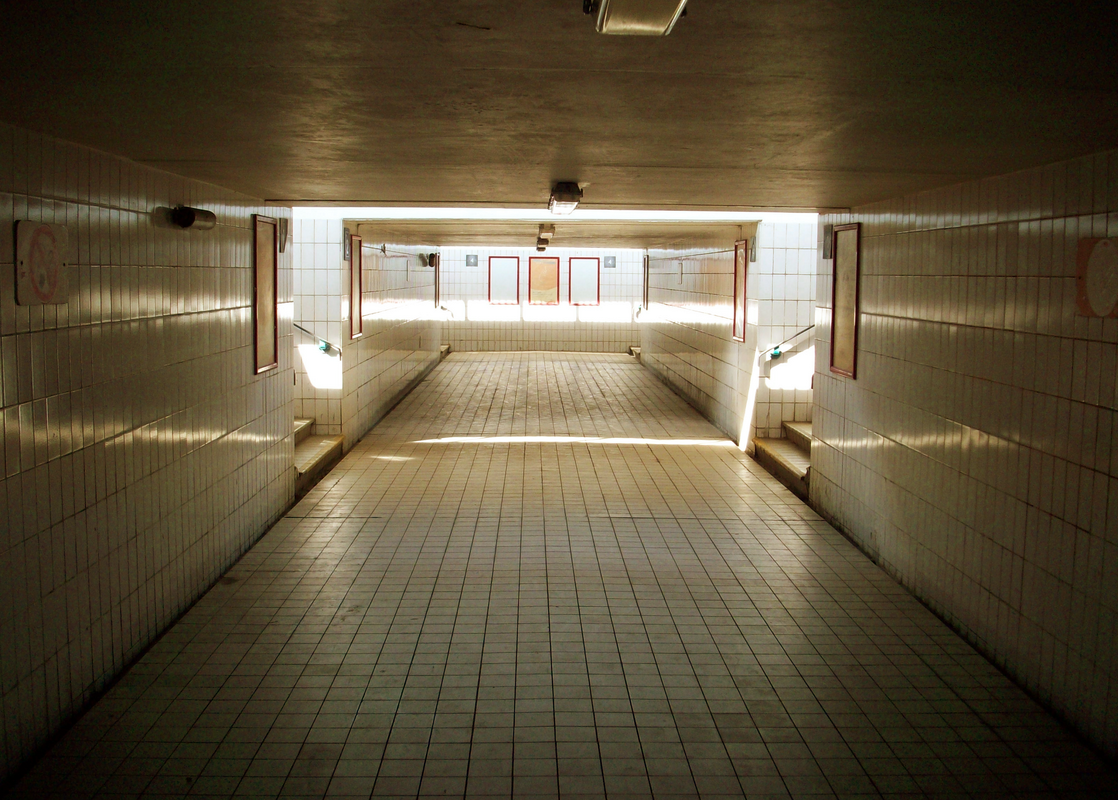
Couloir sous voies.
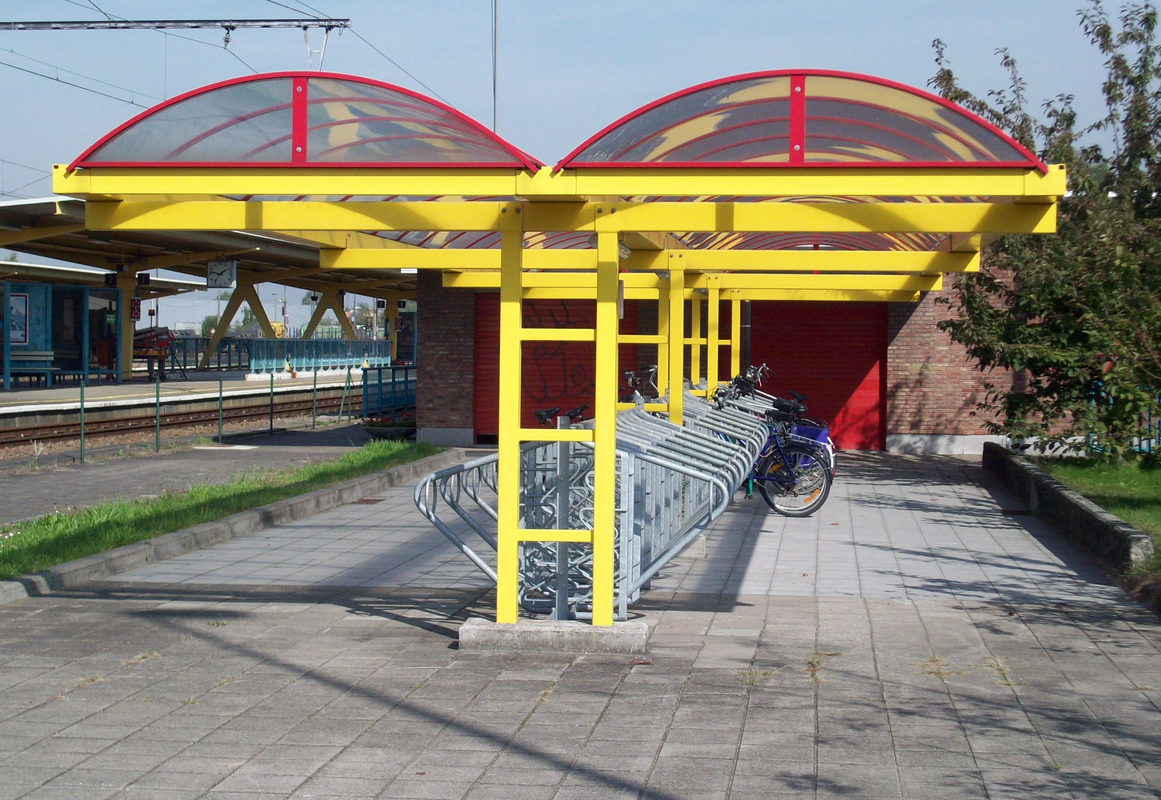
Abri à vélos.